# Cinnamomum parthenoxylon
Espèce
Synonymes
- Camphora chinensis Nees[2]
- Camphora inodora Blume ex Miq.[2]
- Camphora parthenoxylon (Jack) Nees[2]
- Cinnamomum inodorum (Blume ex Miq.) Meisn.[2]
- Cinnamomum malaccense Meisn.[2]
- Cinnamomum neesianum Meisn.[2]
- Cinnamomum parthenoxylon (Jack) Meisn.[2]
- Cinnamomum porrecta (Roxb.) Kosterm.[3]
- Laurus parthenoxylon Jack[2] [3]
- Laurus porrecta Roxb.[3]
- Litsea pruinosa Nees[2]
- Parthenoxylon porrectum (Roxb.) Blume[2]
- Phoebe latifolia Champ. ex Benth.[2]
- Sassafras loureiroi Kostel.[2]
- Sassafras parthenoxylon (Jack) Nees[2]
- Tetranthera camphoracea Wall. ex Meisn.[2]

Statut de conservation UICN

 LC  : Préoccupation mineure
Cinnamomum parthenoxylon est une espèce de plantes à fleurs de la famille des Lauraceae.

## Publication originale
- Prodromus Systematis Naturalis Regni Vegetabilis 15(1): 26. 1864.